# Phorbas frutex
Phorbas frutex är en svampdjursart som beskrevs av Gustavo Pulitzer-Finali 1993. Phorbas frutex ingår i släktet Phorbas och familjen Hymedesmiidae. Inga underarter finns listade i Catalogue of Life.